# Kolešinowaterval
De Kolešinowaterval is een waterval gelegen boven het dorp Kolešino in de gemeente Novo Selo in het zuidoosten van Noord-Macedonië. 
De waterval komt voort uit de rivier de Baba en ligt op een hoogte van 610 meter op de berg Belasica. Het water valt zachtjes over de stenen kliffen in het bos van de Belasica op een hoogte van 19 meter. Het water daalt via meerdere stromen naar beneden en komt dan uit in de rivier beneden. 
De waterval verandert voortdurend met de natuur mee. In de winter kunnen de waterstromen bevriezen en in de lente vallen de watervallen langs de klifzijde krachtiger naar beneden door de recente regen. 
De Kolešinowaterval is een belangrijke toeristische attractie voor de gemeente Novo Selo. Er is onder meer een houten brug om naar de waterval te kijken, naast andere voorzieningen. De gemeente heeft plannen om op lange termijn onder meer een restaurant en een hotel in de buurt van de waterval te laten bouwen.